# Franciszek Pérez Godoy
Franciszek Pérez Godoy SJ, (es) Francisco Pérez Godoy (ur. ok. 1540 w Torrijos, zm. 15 lipca 1570 na Atlantyku pod Las Palmas) – hiszpański nowicjusz jezuicki, błogosławiony Kościoła katolickiego, ofiara hugenockich prześladowań katolików.

## Życiorys
Urodził się w miejscowości Torrijos należącej do diecezji Toledo. Późniejsza święta Teresa z Ávili była jego krewną. Zanim został przyjęty do nowicjatu studiował w Salamance prawo. Przystępując do jezuitów musiał zgolić sumiaste wąsy (co stanowiło dla niego wielkie wyrzeczenie). Powołanie chciał realizować przez ewangelizację, dołączony więc został do grupy nowicjuszy, kleryków i kapłanów udających się na misje do Brazylii.
Wszyscy misjonarze ponieśli śmierć męczeńską za wiarę w dniu 15 lipca 1570 roku napadnięci przez hugenockich korsarzy pod Las Palmas, gdy na statku „Święty Jakub” (Santiago) płynęli na misje.

## Beatyfikacja
Formalnej beatyfikacji, aprobującej kult, którym grupa Czterdziestu męczenników z Brazylii otoczona była od czasów Piusa V, dokonał papież Pius IX 11 maja 1854 roku.
Dzienna rocznica śmierci jest dniem, kiedy wspominany jest w Kościele katolickim.